# Івашко Людмила Василівна
Людмила Василівна Івашко (25 серпня 1932, Харків) — дружина колишнього керівника УРСР, першого секретаря Комуністичної партії України, Голови Верховної Ради УРСР Володимира Антоновича Івашка.

## Життєпис
Народилася 25 серпня 1932 року в місті Харків. У 1951 році закінчила харківську школу № 116 і поступила до Харківського гірничого інституту, який закінчила в 1956 році.
З 1957 року працювала в ГІПРОКОКСі, де займалася проєктуванням вуглезбагачувальних фабрик при коксохімічних заводах. З 1974 року викладала креслення в Харківському текстильному технікумі. З 1987 року на пенсії.
Разом з чоловіком Володимиром Івашко проживала з початку в Києві, згодом в Дніпропетровську, знову в Києві з 1988 року. У 1990 році після переведення чоловіка до Москви, була з ним до його смерті у 1994 році. Після чого повернулася в Україну, проживає у Харкові.[джерело?]

## Сім'я
- Батько — Розанов Василь Ілліч, інженер-будівельник
- Мати — Розанова Ольга Валеріанівна
- Чоловік — Івашко Володимир Антонович[1]
- Син — Івашко Андрій Володимирович (1957), кандидат технічних наук, професор Харківського політехнічного інституту.[2]
- Має двох правнуків і онуку.[3]